# Central Sindical e Popular Conlutas
A Central Sindical e Popular Conlutas (CSP-Conlutas) é uma organização sindical brasileira que se propõe a construir uma alternativa de luta à Central Única dos Trabalhadores, à União Nacional dos Estudantes e ao Movimento dos Trabalhadores Sem-Terra.
Segundo seus fundadores, essas organizações não mais representariam os trabalhadores e a base dos seus sindicatos e movimentos "por sua estreita ligação ao governo", "pelos seus métodos burocráticos" e por não "defender consequentemente os trabalhadores". Foi fundada no Congresso Nacional da Classe Trabalhadora (CONCLAT) ocorrido na cidade de Santos, São Paulo, nos dias 5 e 6 de junho de 2010, a partir da fusão e filiação de várias entidades sindicais e populares existentes, entre elas, a então Coordenação Nacional de Lutas (Conlutas), que se organizava desde 2004, e de onde veio a maior parte da base sindical da nova entidade. A CSP Conlutas surge a partir da unidade de vários setores do movimento sindical na luta contra as reformas aplicadas pelo governo Lula. Em 21 setembro de 2010, o jornal Estado de São Paulo contabilizava a central como formada por 140 sindicatos e 2 milhões de trabalhadores.
Membros da direção da CSP-Conlutas participam e impulsionaram a preparação do Encontro Internacional do Sindicalismo Alternativo em 2013, em que será debatidos a crise, os processos de mobilização e de como os trabalhadores podem avançar nas lutas e na unidade internacional.
Em Julho de 2012, durante reunião da Coordenação Nacional da CSP-Conlutas, o Movimento dos Trabalhadores Sem Teto (MTST) anunciou sua saída da entidade, lançando a uma nota.

## Lista de algumas entidades desfiliadas
- Movimento dos Trabalhadores Sem Teto (MTST), em 2012
- Sindicato Nacional dos Docentes das Instituições de Ensino Superior (ANDES-SN), em 2023[4]